# María Juliana Delgado
María Juliana Delgado (Madrid, 1611-Alcalá de Henares, 1 de febrer de 1679), de nom religiós Juliana del Espíritu Santo, va ser una religiosa carmelita descalça castellana.
Va néixer a Madrid el 1611, era filla de Felipe Delgado i de María Gabriela i germana de la també religiosa María Bárbara Delgado.
Va prendre l'hàbit de religiosa al convent de carmelites descalces d'Alcalá de Henares el 1628, alhora que també ho va fer la seva germana, i va esdevenir monja professa el 23 de desembre de 1629, de la mà del visitador Fernando de Ballesteros i essent priora Mariana de la Trinidad. Va residir-hi en observança a la regla i les normes de la comunitat. Hom afirma que autoimposar-se una disciplina més forta que la resta de germanes de la comunitat: caminava a les nits pels claustres amb una creu pesada, feia més dejunis dels que marcava la regla i més rigorosos.
Els darrers anys de la seva vida, quan estava ja malalta, també es diu que li costava ingerir la carn que li feien menjar. Va morir l'1 de febrer de 1679.